# Ztratili jsme Stalina
Ztratili jsme Stalina (v anglickém originále The Death of Stalin) je britsko-francouzské komediální drama. Předlohou mu byl francouzský grafický román La mort de Staline, jehož autory jsou Fabien Nury a Thierry Robin. Na scénáři spolupracovali Armando Iannucci, David Schneider, Ian Martin a Peter Fellows. Iannucci je zároveň režisérem filmu.
Děj filmu se soustřeďuje na události, které následovaly po smrti diktátora Josifa Stalina, kterého ve filmu hrál Adrian Mcloughlin. Roli Nikity Chruščova, který Stalina nahradil na postu tajemníka Komunistické strany Sovětského svazu, ve snímku ztvárnil Steve Buscemi. Dále ve filmu hráli například Jeffrey Tambor (Georgij Malenkov), Michael Palin (Vjačeslav Molotov) a Andrea Riseborough (Světlana Allilujevová).
Premiéra filmu proběhla 8. září 2017 na 42. ročníku Torontského mezinárodního filmového festivalu. Dne 20. října toho roku byl uveden v britských kinech, do nichž jej distribuovala společnost eOne Films. V září roku 2017 vysoký představitel ruského ministerstva kultury uvedl, že ruské úřady zvažují zakázání filmu, který by podle jeho názoru mohl být součástí „západního spiknutí destabilizovat Rusko tím, že způsobí roztržky ve společnosti.“

## Ocenění
| Ocenění                         | Datum ceremoniálu | Kategorie                                      | Nominovaný                                     | Výsledek  |
| ------------------------------- | ----------------- | ---------------------------------------------- | ---------------------------------------------- | --------- |
| British Independent Film Awards | 10. prosince 2017 | Nejlepší film                                  | The Death of Stalin                            | nominace  |
| British Independent Film Awards | 10. prosince 2017 | Nejlepší britský nezávislý film                | The Death of Stalin                            | nominace  |
| British Independent Film Awards | 10. prosince 2017 | Nejlepší režisér                               | Armando Iannucci                               | nominace  |
| British Independent Film Awards | 10. prosince 2017 | Nejlepší střih                                 | Peter Lambert                                  | nominace  |
| British Independent Film Awards | 10. prosince 2017 | Nejlepší hudba                                 | Christopher Willis                             | nominace  |
| British Independent Film Awards | 10. prosince 2017 | Nejlepší vizuální efekty                       | The Death of Stalin                            | nominace  |
| British Independent Film Awards | 10. prosince 2017 | Nejlepší výprava                               | Cristina Casali                                | vítězství |
| British Independent Film Awards | 10. prosince 2017 | Nejlepší kostýmy                               | Suzie Harman                                   | nominace  |
| British Independent Film Awards | 10. prosince 2017 | Nejlepší masky                                 | Nicole Stafford                                | vítězství |
| British Independent Film Awards | 10. prosince 2017 | Nejlepší casting                               | Sarah Crowe                                    | vítězství |
| British Independent Film Awards | 10. prosince 2017 | Nejlepší scénář                                | Armando Iannucci, David Schneider a Ian Martin | nominace  |
| British Independent Film Awards | 10. prosince 2017 | Nejlepší ženský herecký výkon ve vedlejší roli | Andrea Riseborough                             | nominace  |
| British Independent Film Awards | 10. prosince 2017 | Nejlepší mužský herecký výkon ve vedlejší roli | Simon Russell Beale                            | vítězství |